# Carleton Hoffner
Carleton Hoffner war ein US-amerikanischer Eiskunstläufer, der im Paarlauf und im Eistanz startete.
Zusammen mit seiner Eislaufpartnerin Anne Davies gewann er bei der Weltmeisterschaft 1949 in Paris die Bronzemedaille hinter den Ungarn Andrea Kékesy und Ede Király und seinen Landsleuten Karol und Peter Kennedy.
Im Eistanz wurden Hoffner und Davies 1946 US-Meister.

## Ergebnisse

### Paarlauf
(mit Anne Davies)
| Wettbewerb / Jahr                | 1949 | 1950 |
| -------------------------------- | ---- | ---- |
| Weltmeisterschaften              | 3.   |      |
| US-amerikanische Meisterschaften | 3.   | 3.   |

| Personendaten    | Personendaten                    |
| ---------------- | -------------------------------- |
| NAME             | Hoffner, Carleton                |
| KURZBESCHREIBUNG | US-amerikanischer Eiskunstläufer |
| GEBURTSDATUM     | 20. Jahrhundert                  |